# Lliga australiana de futbol
|  | Aquest article tracta sobre la lliga de futbol. Vegeu-ne altres significats a «Australian Football League». |

|  | No s'ha de confondre amb A-League (Estats Units). |

L'A-League Men (coneguda també com a Isuzu UTE A-League per motius de patrocini) és la competició de futbol australiana de major nivell, equivalent a la primera divisió d'altres països. Va ser fundada el 2004 substituint a la National Soccer League (NSL) i va establir la seva primera temporada a la 2005-2006. La competició sol celebrar-se en els mesos de primavera i estiu.
La lliga està composta per deu equips de les ciutats i regions. Nou representen a les ciutats de major importància d'Austràlia, a més hi ha un equip que representa a Nova Zelanda. Es juga una temporada regular, i al final de la mateixa els quatre primers lluiten pel campionat. Per això, hi ha campió de la temporada regular (premier) i campió absolut.
Inicialment estava inscrita a l'OFC, des de l'any 2007 està inscrita a la Confederació Asiàtica de Futbol i els campions juguen les competicions internacionals de la zona d'Àsia.

## Història

### Antecedents de la lliga professional
Austràlia no va comptar amb un campionat nacional de futbol fins a l'any 1977, quan la Federació del país (llavors anomenada Soccer Austràlia) va impulsar la National Soccer League (NSL). Abans de la seva existència, els clubs de futbol jugaven en tornejos estatals. La lliga nacional va tenir un desenvolupament molt complicat per la situació minoritària d'aquest esport al país, especialment enfront del futbol australià i al rugbi, i va experimentar amb diferents sistemes per atreure al públic. Encara que en les primeres temporades es va organitzar una divisió única, el 1984 es va passar a un model de dues conferències, per recuperar el sistema original tres anys després. De la mateixa manera, el 1989 es va començar a jugar a l'estiu austral per no coincidir amb les competències més populars.
Malgrat tots els esforços, molts equips de la National Soccer League no van tenir continuïtat, van tornar a les lligues estatals o fins i tot van desaparèixer. La majoria dels clubs estaven establerts a les ciutats més poblades i estaven molt vinculats a comunitats immigrants com la italiana o la grega, la qual cosa complicava la identificació de l'afeccionat mitjà amb qualsevol altra entitat. D'altra banda, els futbolistes australians més prometedors abandonaven el país sense desenvolupar la seva carrera en clubs nacionals, per la qual cosa l'NSL mai va poder aconseguir un bon nivell. De la mateixa manera, l'assistència als estadis i les audiències per televisió mai van ser massa altes.

### Creació de l'A-League
Quan el màxim organisme del futbol nacional es va reconvertir en la Federació de Futbol d'Austràlia el 2003, es va començar a treballar en una nova lliga professional que reemplaçaria a l'NSL. Els seus objectius eren augmentar la massa d'afeccionats, millorar la competitivitat de la selecció nacional i convertir al futbol en un dels principals esports del país. La lliga es va dir A-League i es va presentar en societat el 2004.
La nova lliga australiana va adoptar un sistema de franquícies sota l'organització de la Federació, que acceptava participants sota una sèrie de condicions. Els nous clubs no tindrien cap vinculació amb les comunitats immigrants. Per evitar la concentració de diverses entitats en una mateixa zona d'influència, es va procurar que només hi hagués un club per ciutat en les primeres cinc temporades. A més, es va establir un límit salarial de jugadors per evitar problemes econòmics.
En la seva primera temporada, l'A-League va comptar amb set clubs australians i un de neozelandès, gràcies a un acord amb l'Associació de Futbol de Nova Zelanda. Només quatre equips de la National Soccer League van poder inscriure's: Adelaide United FC, New Zealand Knights, Newcastle Jets FC i Perth Glory FC. Es van crear quatre noves franquícies: tres a les principals ciutats del país —Melbourne Victory FC (Melbourne), Sydney FC (Sydney) i Queensland Roar (Brisbane)— i una altra en una zona d'influència, Central Coast Mariners FC (Costa Central de Nova Gal·les del Sud).
Per atreure al públic i apropar tant a estrelles estrangeres com a internacionals australians, es va permetre que els equips poguessin fitxar a un jugador sense límit salarial (marquee player). D'aquesta manera, van arribar veterans com Archie Thompson, Dwight Yorke o Ned Zelić, que fins llavors havien desenvolupat la seva carrera en el futbol europeu. A més, es va dur a terme una campanya publicitària pressupostada en tres milions de dòlars australians.

### Desenvolupament del torneig

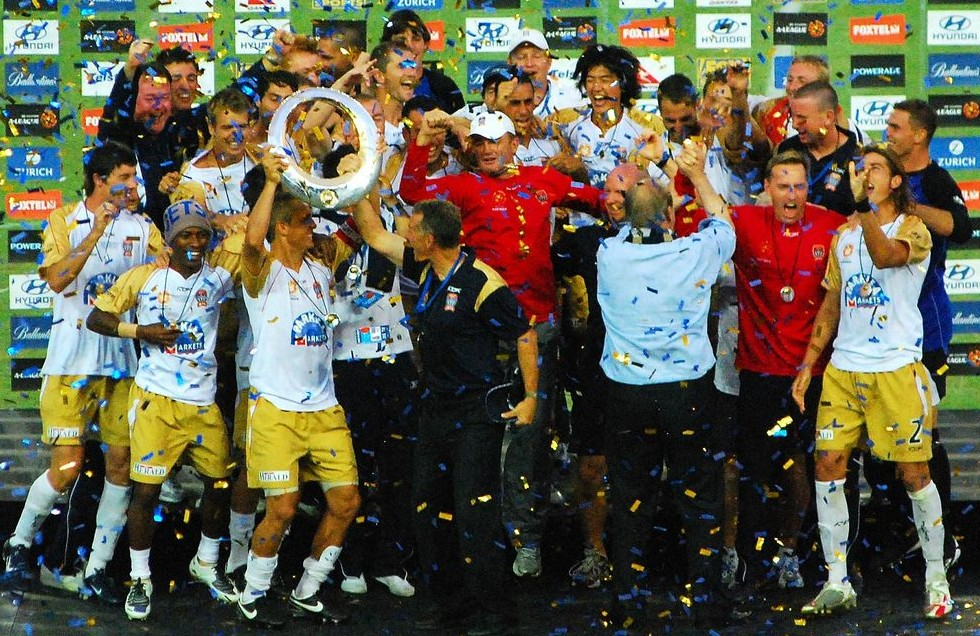
Newcastle United Jets FC celebra l'obtenció de l'A-League 2007-08.

L'A-League va començar a la temporada 2005/06, coincidint amb l'estiu austral. Mesos abans es va disputar un torneig preliminar, on va resultar vencedor Central Coast Mariners FC. Des del seu any inaugural, la lliga va comptar amb un sistema de temporada regular i una fase final pel torneig, amb una gran final en camp neutral. El primer campió de l'A-League va ser el Sydney FC. Encara que al principi va estar adscrita a la Confederació Oceànica de Futbol, Austràlia va ingressar en la Confederació Asiàtica de Futbol el 2006. El nombre de participants es va mantenir fins a la campanya 2007/08, quan New Zealand Knights es va retirar de la competició i va ser reemplaçat per Wellington Phoenix, una franquícia situada a Wellington que mantenia el mercat neozelandès.
La bona assistència als estadis i el seu èxit mediàtic van propiciar una ampliació per la temporada 2009/10, amb dues franquícies per al nord de Queensland i la Costa d'Or i nord de Queensland. No obstant això, aquests dos clubs no van durar més de tres temporades i van acabar desapareixent per problemes econòmics. Per aquesta raó, la Federació va canviar la seva estratègia i va permetre segons clubs a les ciutats més poblades del país, com Melbourne (Melbourne City FC) i Sydney (Western Sydney Wanderers FC).

## Sistema de competició

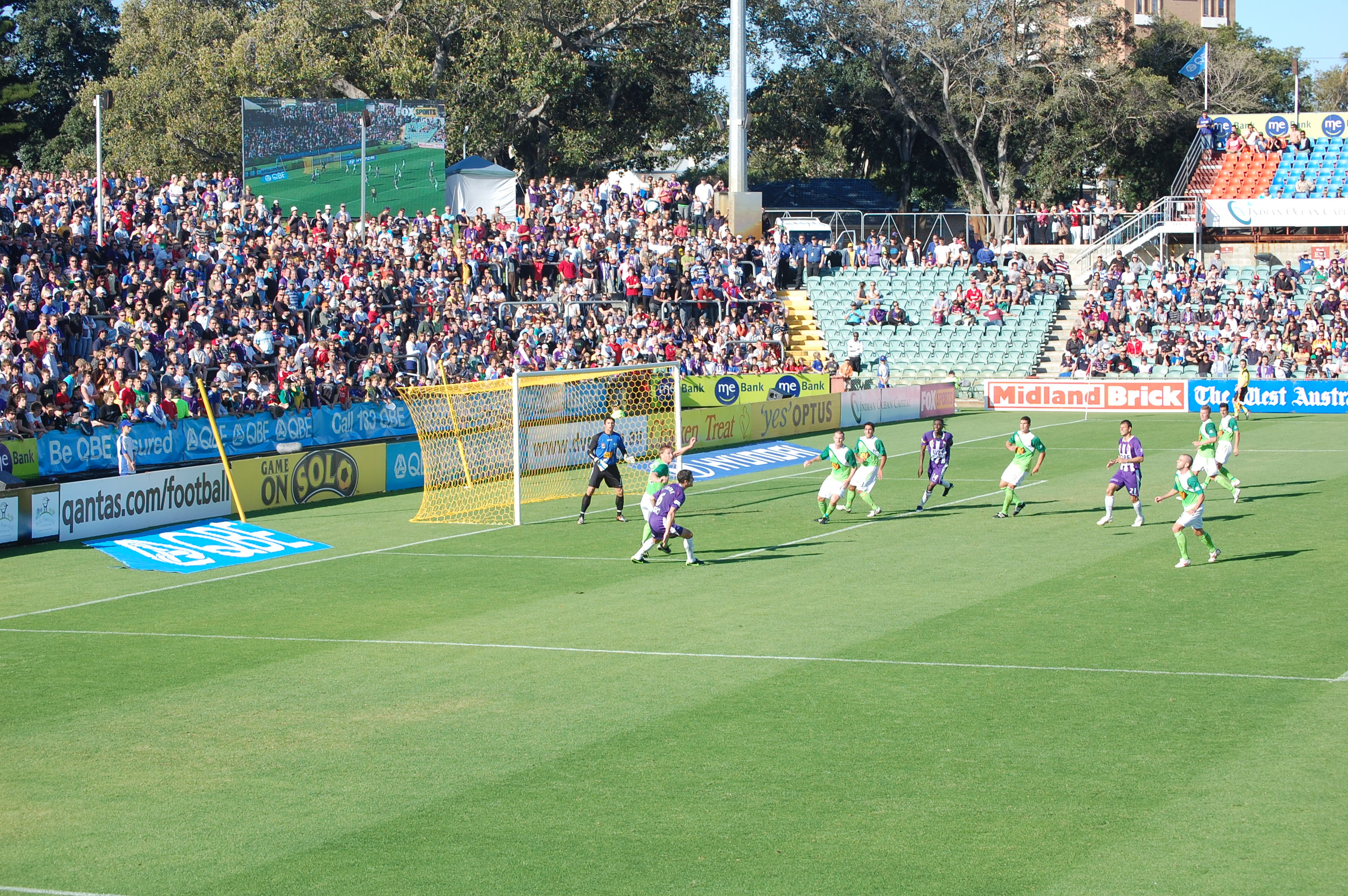
Partit de futbol entre Perth Glory FC i North Queensland Fury FC, de la temporada 2009/10.

La temporada de la lliga australiana se celebra des de l'agost fins a l'abril, coincidint amb la primavera i l'estiu australs, i compta amb la participació de 10 equips. Primer se celebra una temporada regular, on tots els clubs s'enfronten entre si en 27 jornades, tres rondes a anada i tornada. S'atorguen tres punts per la victòria, un per l'empat i cap si cau derrotat. Al final d'aquesta fase, els sis millors passen a una eliminatòria pel títol.
En el play-off pel títol, els dos primers equips de la fase regular competeixen en dues rondes, i el vencedor es converteix en finalista, mentre que el perdedor haurà de disputar una semifinal. D'altra banda, del tercer al sisè equip s'enfronten en rondes preliminars eliminatòries, i el vencedor passa a la semifinal. El guanyador d'aquest partit és el segon finalista. La final (Grand Final) és a partit únic en un camp neutral, i el seu vencedor es proclama campió de l'A-League. Quant a la classificació per a competicions internacionals, el campió de la temporada regular i el campió de l'A-League obtenen una plaça per a la fase de grups de la Lliga de Campions de l'AFC, mentre que el segon classificat de la fase regular aconsegueix una altra, a partir de la fase preliminar.
L'A-League és l'única lliga de futbol professional d'Austràlia. El 2012, la Federació va començar a debatre la creació d'una segona categoria i l'establiment de promocions, encara que aquesta idea no s'ha desenvolupat encara. Per sota es troben els campionats estatals de Nova Gal·les del Sud, Victòria, Queensland, Austràlia Meridional, Austràlia Occidental i Territori de la Capital Australiana.

### Límit salarial
Els equips de l'A-League tenen un límit salarial. En la temporada 2010/11 va ser de 2,35 milions de dòlars australians, mentre que el salari mínim va ser de 46.215 dòlars. Per atreure futbolistes consagrats, existeixen dues excepcions en les quals no s'aplica: una és el "jugador franquícia" (marquee player), major de 23 anys i sense cap limitació en el seu sou, i l'altra és el "jugador franquícia sub-23", que pot cobrar fins a 150.000 dòlars més que la resta. Cada equip té una plaça per a un estranger, un australià i un juvenil.
Les plantilles hauran d'estar formades per un mínim de 20 futbolistes i un màxim de 23. Els futbolistes hauran de ser australians (o neozelandesos en el cas del Wellington Phoenix), però poden inscriure's fins a cinc estrangers. Existeix una plaça extra per a forans que han desenvolupat la seva carrera a Austràlia i, per tant, s'han naturalitzat. A més, ha d'haver-hi almenys tres futbolistes menors de 20 anys.

## Equips participants
La lliga està composta per 10 equips que competeixen en una única divisió. Nou són d'Austràlia, mentre que un està situat a Nova Zelanda. Els clubs funcionen com a franquícies controlades pels seus propietaris, tal com succeeix en altres competicions nacionals com l'Australian Football League (futbol australià).
Històricament, l'A-League ha mantingut un sistema de participació tancada sense ascensos ni descensos. La Federació de Futbol d'Austràlia és l'organitzador, que pot incorporar noves franquícies o expulsar de la competició a aquelles que no compleixin una sèrie de requisits. Encara que al principi es va intentar mantenir un equilibri territorial per a la incorporació d'equips, l'A-League ha permès segons clubs a Sydney i Melbourne, les ciutats més poblades del país.
La temporada 2011-12 la lliga està formada per nou equips d'Austràlia i un de Nova Zelanda. Quatre d'ells, Adelaide United FC, Brisbane Roar FC (com a Queensland Roar), Newcastle Jets, i Perth Glory FC ja existien abans de la creació de la lliga.
Wellington Phoenix reemplaçà New Zealand Knights en començar la temporada 2007-08. L'1 de març de 2011 la Federació Australiana de Futbol anuncià que la llicència de la franquícia North Queensland Fury es revocava per motius econòmics.

### Llista
| Adelaide United          | Adelaida, SA      | Hindmarsh Stadium          | 2003 | 2005-avui |
| Auckland FC              | Auckland, NZL     | Go Media Stadium           | 2024 | 2024-avui |
| Brisbane Roar            | Brisbane, QLD     | Suncorp Stadium            | 1957 | 2005-avui |
| Central Coast Mariners   | Gosford, NSW      | Bluetongue Stadium         | 2004 | 2005-avui |
| Macarthur FC             | Campbelltown, NSW | Campbelltown Stadium       | 2017 | 2020-avui |
| Melbourne City           | Melbourne, VIC    | AAMI Park                  | 2008 | 2009-avui |
| Melbourne Victory        | Melbourne, VIC    | AAMI Park & Etihad Stadium | 2004 | 2005-avui |
| Newcastle Jets           | Newcastle, NSW    | EnergyAustralia Stadium    | 2000 | 2005-avui |
| Perth Glory              | Perth, WA         | NIB Stadium                | 1995 | 2005-avui |
| Sydney FC                | Sydney, NSW       | Sydney Football Stadium    | 2004 | 2005-avui |
| Wellington Phoenix       | Wellington, NZL   | Westpac Stadium            | 2007 | 2007-avui |
| Western Sydney Wanderers | Sydney, NSW       | Parramatta Stadium         | 2012 | 2013-avui |
| Western United           | Wyndham, VIC      | Wyndham City Stadium       | 2017 | 2019-avui |
| Equips desapareguts      |                   |                            |      |           |
| Gold Coast United        | Gold Coast, QLD   | Skilled Park               | 2008 | 2009-2012 |
| New Zealand Knights      | Auckland, NZL     | North Harbour Stadium      | 1998 | 2005-2007 |
| North Queensland Fury    | Townsville, QLD   | Dairy Farmers Stadium      | 2008 | 2009-2011 |

### Línia temporal
Actual membre Antic membre Futur membre

## Estadis
Els principals estadis usats a l'A-League són els següents:
| Brisbane Roar FC     | Sydney FC                 | Wellington Phoenix FC     | Newcastle United Jets FC | Melbourne City FC Melbourne Victory FC |
| -------------------- | ------------------------- | ------------------------- | ------------------------ | -------------------------------------- |
| Suncorp Stadium      | Sydney Football Stadium   | Westpac Stadium           | EnergyAustralia Stadium  | AAMI Park                              |
| Capacitat: 52.500    | Capacitat: 45.500         | Capacitat: 36.000         | Capacitat: 33.000        | Capacitat: 30.050                      |
| Suncorp Stadium      | Sydney Football Stadium   | Westpac Stadium           | Ausgrid Stadium          | AAMI Park                              |
| Gold Coast United FC | Perth Glory FC            | Central Coast Mariners FC | Adelaida United FC       | Western Sydney Wanderers FC            |
| Skilled Park         | Perth Rectangular Stadium | Bluetongue Stadium        | Hindmarsh Stadium        | Parramatta Stadium                     |
| Capacitat: 27.400    | Capacitat: 20.500         | Capacitat: 20.119         | Capacitat: 17.000        | Capacitat: 24.000                      |
| Skilled Park         | nib Stadium               | Bluetongue Stadium        | Hindmarsh Stadium        | Parramatta Stadium                     |

## Historial
Font:
National Soccer League
La primera competició nacional del país fou la National Soccer League, que s'inicià l'any 1977.
- 1977:  Eastern Suburbs (1)
- 1978:  West Adelaide Hellas (1)
- 1979:  Marconi Fairfield (1)
- 1980:  Sydney City (2)
- 1981:  Sydney City (3)
- 1982:  Sydney City (4)
- 1983:  St George-Budapest (1)
- 1984:  South Melbourne Hellas (1)
- 1985:  Brunswick Juventus (1)
- 1986:  Adelaide City (1)
- 1987:  APIA Leichhardt (1)
- 1988:  Marconi Fairfield (2)
- 1989:  Marconi Fairfield (3)
- 1989-90:  Sydney Olympic (1)
- 1990-91:  South Melbourne Hellas (2)
- 1991-92:  Adelaide City (2)
- 1992-93:  Marconi Fairfield (4)
- 1993-94:  Adelaide City (3)
- 1994-95:  Melbourne Knights (1)
- 1995-96:  Melbourne Knights (2)
- 1996-97:  Brisbane Strikers (1)
- 1997-98:  South Melbourne Lakers (3)
- 1998-99:  South Melbourne Lakers (4)
- 1999-00:  Wollongong City Wolves (1)
- 2000-01:  Wollongong City Wolves (2)
- 2001-02:  Sydney Olympic Sharks (2)
- 2002-03:  Perth Glory (1)
- 2003-04:  Perth Glory (2)
- 2004-05: No es disputà

A-League
El club que acumula més punts durant la temporada regular rep el títol de Premiers. L'equip que guanya la gran final rep el títol de campió. L'equip campió i el subcampió de la temporada regular  (Premiers) obtenen la classificació a la Lliga de Campions de l'AFC.
| Temporada | Campió                     | Resultat    | Subcampió                | Campió Premiers             |
| --------- | -------------------------- | ----------- | ------------------------ | --------------------------- |
| 2005-06   | Sydney FC (1)              | 1-0         | Central Coast Mariners   | Adelaide United FC          |
| 2006-07   | Melbourne Victory (1)      | 6-0         | Adelaide United          | Melbourne Victory FC        |
| 2007-08   | Newcastle United Jets (1)  | 1-0         | Central Coast Mariners   | Central Coast Mariners FC   |
| 2008-09   | Melbourne Victory (1)      | 1-0         | Adelaide United          | Melbourne Victory FC        |
| 2009-10   | Sydney FC (2)              | 1-1 (4-2 p) | Melbourne Victory        | Sydney FC                   |
| 2010-11   | Brisbane Roar (1)          | 2-2 (4-2 p) | Central Coast Mariners   | Brisbane Roar FC            |
| 2011-12   | Brisbane Roar (2)          | 2-1         | Perth Glory              | Central Coast Mariners FC   |
| 2012-13   | Central Coast Mariners (1) | 2-0         | Western Sydney Wanderers | Western Sydney Wanderers FC |
| 2013-14   | Brisbane Roar (3)          | 2-1         | Western Sydney Wanderers | Brisbane Roar FC            |
| 2014-15   | Melbourne Victory (1)      | 3-0         | Sydney FC                | Melbourne Victory FC        |
| 2015-16   | Adelaide United (1)        | 3–1         | Western Sydney Wanderers | Adelaide United             |
| 2016-17   | Sydney FC (3)              | 1–1 (4–2 p) | Melbourne Victory        | Sydney FC                   |
| 2017-18   | Melbourne Victory (4)      | 1–0         | Newcastle Jets           | Sydney FC                   |
| 2018-19   | Sydney FC (4)              | 0–0 (4–1 p) | Perth Glory              | Perth Glory                 |
| 2019-20   | Sydney FC (5)              | 1–0         | Melbourne City           | Sydney FC                   |
| 2020-21   | Melbourne City (1)         | 3–1         | Sydney FC                | Melbourne City              |
| 2021-22   | Western United (1)         | 2–0         | Melbourne City           | Melbourne City              |
| 2022-23   | Central Coast Mariners (2) | 6–1         | Melbourne City           | Melbourne City              |

### Palmarès
| Club                     | Champions | Anys Campió                  | Premiers | Anys Campió                        | Doblet               |
| ------------------------ | --------- | ---------------------------- | -------- | ---------------------------------- | -------------------- |
| Sydney FC                | 5         | 2006, 2010, 2017, 2019, 2020 | 4        | 2009–10, 2016–17, 2017–18, 2019–20 | 2 (2017, 2020)       |
| Melbourne Victory        | 4         | 2007, 2009, 2015, 2018       | 3        | 2006–07, 2008–09, 2014–15          | 3 (2007, 2009, 2015) |
| Brisbane Roar            | 3         | 2011, 2012, 2014             | 2        | 2010–11, 2013–14                   | 2 (2011, 2014)       |
| Central Coast Mariners   | 2         | 2013, 2023                   | 2        | 2007–08, 2011–12                   |                      |
| Melbourne City           | 1         | 2021                         | 3        | 2020–21, 2021–22, 2022–23          | 1 (2021)             |
| Adelaide United          | 1         | 2016                         | 2        | 2005–06, 2015–16                   | 1 (2016)             |
| Newcastle Jets           | 1         | 2008                         | 0        | –                                  |                      |
| Western United           | 1         | 2022                         | 0        | –                                  |                      |
| Western Sydney Wanderers | 0         | –                            | 1        | 2012–13                            |                      |
| Perth Glory              | 0         | –                            | 1        | 2018–19                            |                      |